# Matraca

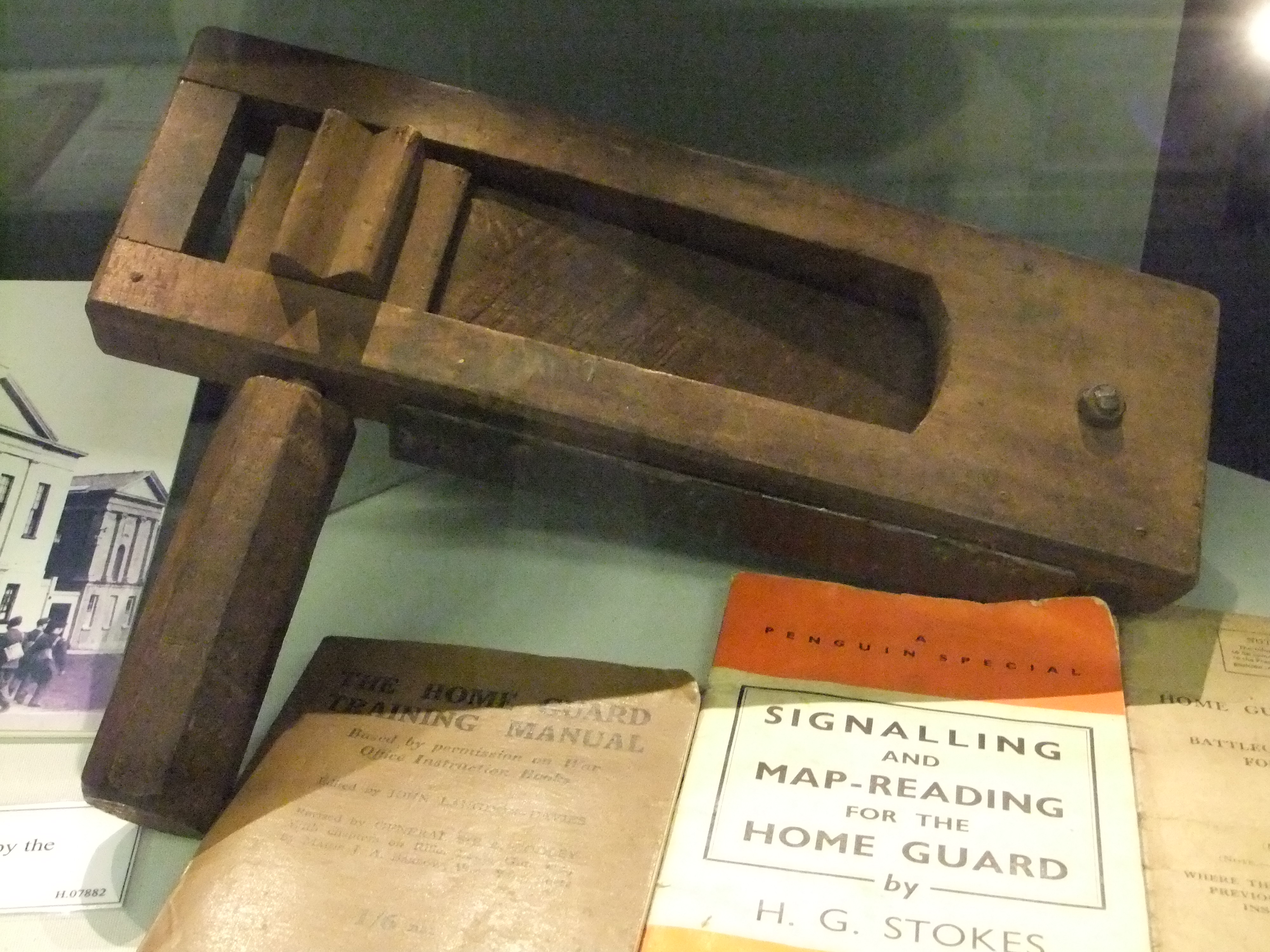
Matraca

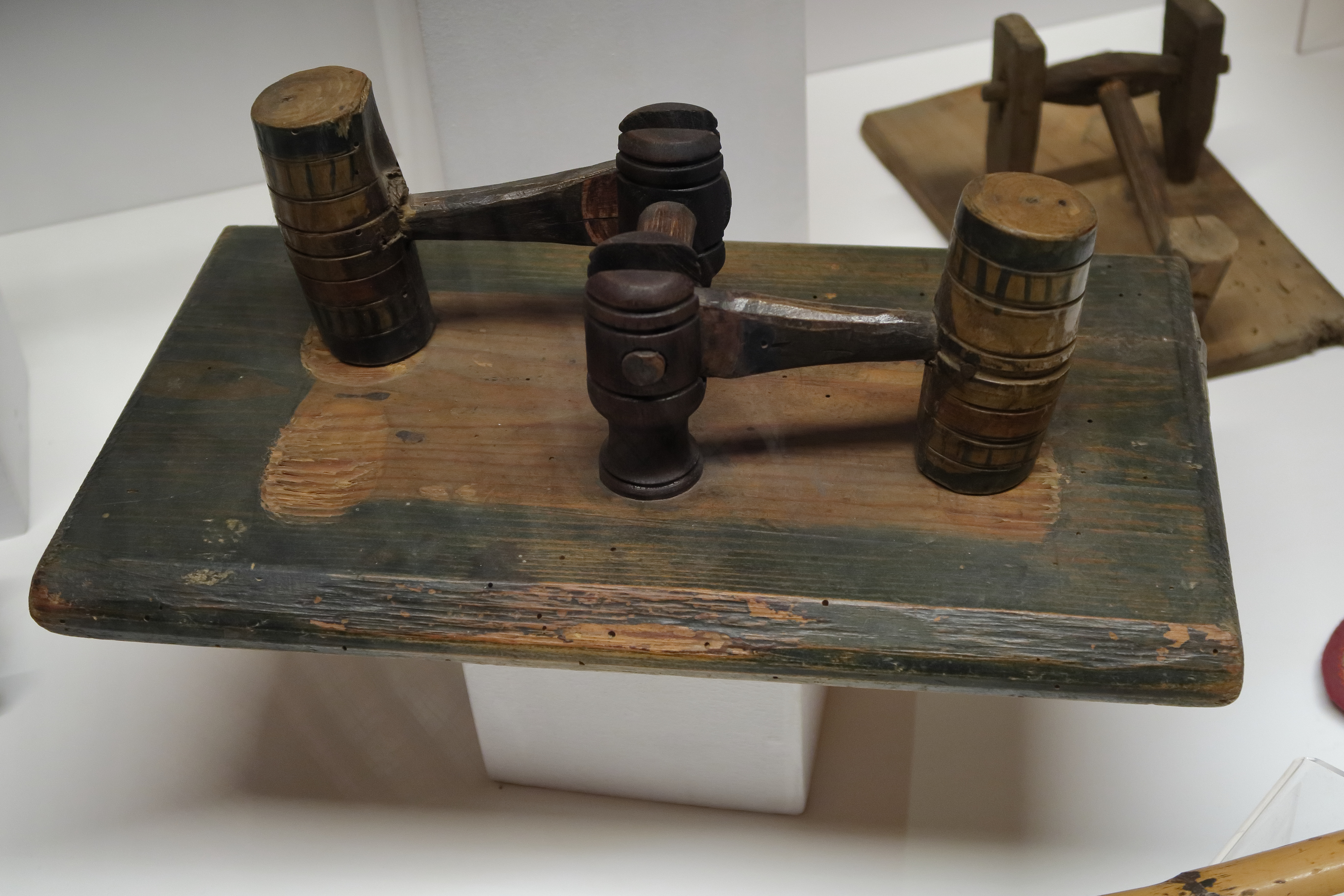
Matracas, años 1900 a 1940, Museo del Pueblo de Asturias

La matraca, carraca o carraco es un instrumento musical de giro de la familia de los idiófonos. Consta de un cuerpo o tablero de madera al que se le unen unos martilletes móviles, que pueden ser de madera o metal, que son los que se encargan de golpear el cuerpo de madera.
Según el tipo de matraca puede tener tres, dos, o un solo martillo; además tiene un mango para sujetarla. El sonido se produce al sujetar la carraca por el mango y hacerla girar. Al ruido continuado de la matraca se le denomina matraqueo. En algunos casos, puede disponer de un asa, convirtiéndola en una matraca portátil para su uso en las calles, e incluso algunas tienen varios cuerpos de madera, a veces huecos, que se accionan con una manivela y mueve unos mazos de gran tamaño, encargados de causar el sonido; estas últimas son las llamadas matracas de campanario, que evidentemente son de un tamaño mucho mayor que las matracas de mano.
Las matracas de campanario sustituían a las campanas, cuya misión era hacer callar a la multitud. Algunas de estas matracas de campanario todavía subsisten, pero en un estado deteriorado, como son los casos de la Catedral de Roda de Isábena y la iglesia de San Pablo en Zaragoza. No obstante, en el campanario de la iglesia de San Bartolomé en Petrel (Alicante), se pueden encontrar en bastante buen estado un ejemplo de matraca de campanario, que al día de hoy todavía se hace sonar exclusivamente en Semana Santa.
En Samper de Calanda, provincia Teruel, en la Iglesia de El Salvador de esta localidad, se sustituyó la matraca antigua por una nueva. La antigua pasó a formar parte del museo de la Semana Santa de esta localidad.

## Origen
El nombre "matraca" proviene del árabe hârraqa o hârraq, que se refiere a un gran navío de mercancías (la carraca). El Diccionario Etimológico Castellano e Hispánico de Joan Corominas (1954) apunta que el término podría ser una "palabra onomatopéyica, basada en los crujidos de estos pesados barcos".
La matraca se sabe que también las hay romanas de mucha antigüedad, pero también la gran mayoría de los instrumentos de percusión son de origen oriental. En China, India, Indonesia, o incluso en zonas del continente africano, se fabricaban instrumentos muy parecidos a la matraca. Sin embargo, estos países no solían utilizar campanas, y fabricaban instrumentos basados en tablas de madera golpeadas por tablillas o mazos.
La llegada de la matraca a España fue posible gracias a los árabes, ya que la palabra matraca viene del árabe "mitraqa", que significa martillo, y de "táraq", que significa golpear. La matraca se adaptó bastante bien en la Europa medieval, fue utilizada como instrumento para acompasar trabajos como la "pisa" de la uva en los grandes y medianos lagares y durante un tiempo fueron muy utilizadas en regiones como Alsacia y Alemania.
La matraca es realmente un instrumento de percusión.

## Usos

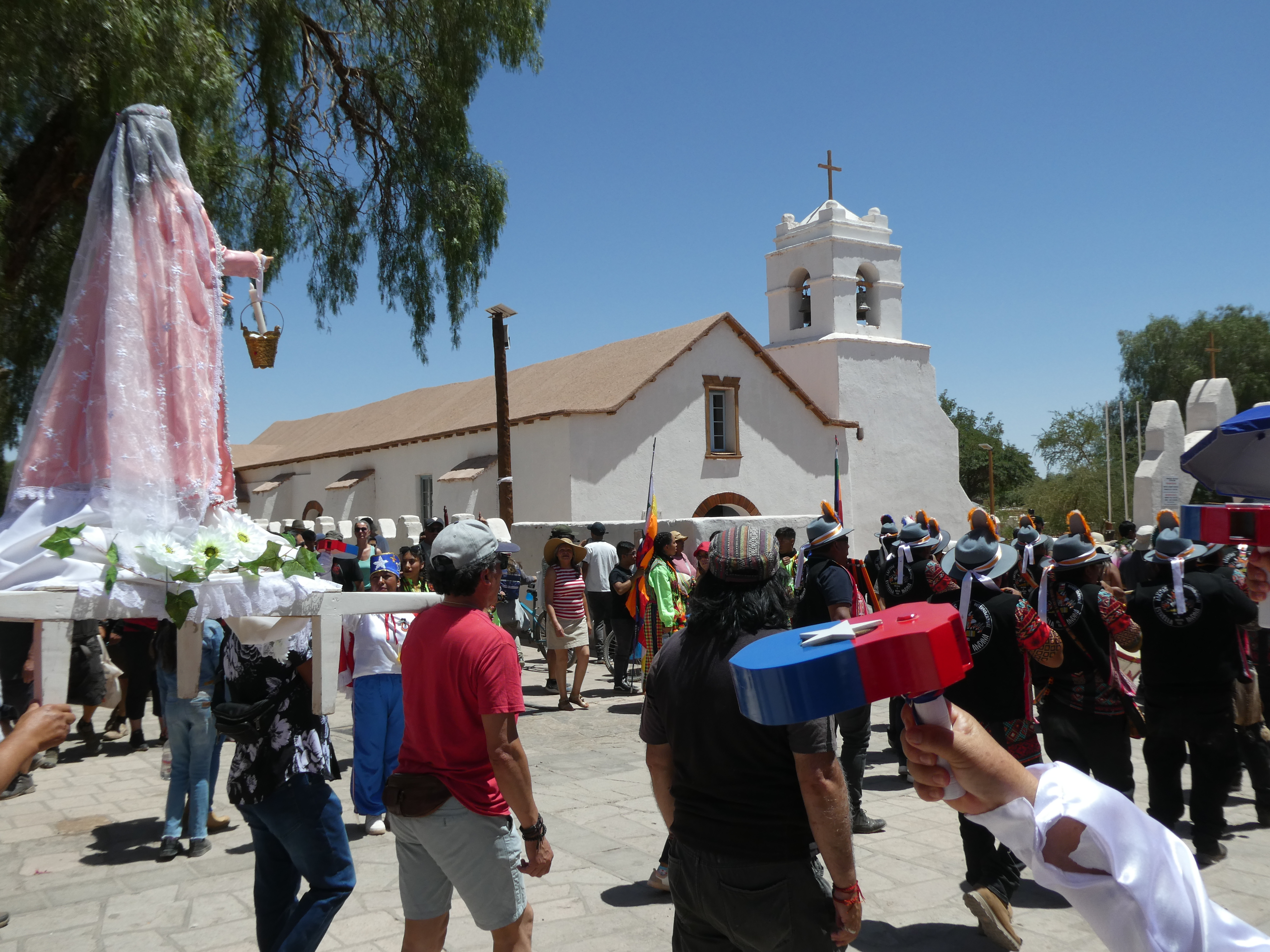
Fiesta de la Virgen de Candelaria, en San Pedro de Atacama, con matracas con los colores de la bandera de Chile.

La matraca se utiliza en las iglesias españolas durante la Semana Santa; antiguamente se utilizaba para enmudecer a la gente en los días de la Pasión o para despertarlos en maitines, cuando no se podían usar las campanas, también se utilizan en algunas las celebraciones litúrgicas. También en el ámbito de la Semana Santa, algunas hermandades penitenciales hacen sonar matracas durante el desfile procesional. La matraca se usa también para simular un terremoto en el Oficio de Tinieblas de la Semana Santa
- En Bolivia, en sus fiestas populares, la matraca se usa en la danza boliviana "La Morenada",  como por ejemplo en el carnaval de Oruro. Los danzantes morenos utilizan la matraca emulando a los esclavos negros de las haciendas vinícolas. Las matracas de quirkincho o armadillo peludo fueron tan populares que se encontraban en peligro de extinción, sin embargo, en 1992 se hizo un gran esfuerzo por detener la caza furtiva, se convirtió en ilegal vender o poseer una nueva matraca de armadillo. Aunque a los bailarines que ya poseían matracas de quirkincho se les permitió quedarse con ellos con un control censado.[1]

- En Nicaragua son utilizadas en la fiesta de la Purísima, una fiesta única en el mundo del fervor religioso, muy fuerte y arraigada a la época colonial española.

- En algunas regiones españolas (Andalucía y Extremadura, mayormente) también tiene una utilidad más jubilosa y festiva como acompañamiento del canto de villancicos, junto con la pandereta, botella de anís y otros artilugios caseros capaces de producir ruido festivo más o menos acompasado, aunque su uso ha ido disminuyendo notablemente en los últimos tiempos.

- En México son utilizadas durante las fiestas patrias de Independencia, especialmente durante la celebración de "El grito de Dolores".

- En Perú se utilizan mayormente durante los concursos de Marinera también desde el Virreinato, las cofradías de Negros que acompañan al Señor de los Milagros o Cristo Moreno durante las procesiones marchando al son de las matracas costumbre adoptada en el sur de Perú donde en algunas danzas tales como la morenada y Rey moreno los lugareños danzan al compás de las matracas en veneración a la Virgen de la Candelaria.

- En Colombia la población de Pácora, Caldas lo tiene como instrumento de identificación y emblema de sus pobladores.

- En Argentina es utilizada en la murga porteña, género que suena principalmente en la festividad de carnaval durante el mes de febrero.

- En Costa Rica son utilizadas solamente durante la Semana Santa como símbolo de duelo, específicamente a partir del Jueves Santo luego del canto del Gloria en la misa de la Cena Vespertina del Señor y hasta el Sábado Santo hasta el canto del Gloria en la Vigilia Pascual, siendo tocadas en la consagración en sustitución de las campanas, en el traslado de Santísimo Sacramento al Santo Monumento (conocido como sagrario en otros países), y en las procesiones que tienen lugar dicho jueves y el Viernes Santo para las procesiones del Encuentro (Vía Crucis con la imagen de Jesús Nazareno y la Virgen de Dolores), y el Santo Entierro, así como también para el traslado de las especies consagradas desde el Santo Monumento (donde fueron reservadas la noche anterior luego de la misa de la Cena Vespertina del Señor) durante los Oficios de la Pasión del Señor para la comunión de dicho día.

- En Ecuador es principalmente conocido por generar el sonido tradicional de apoyo a Sociedad Deportivo Aucas en sus partidos de fútbol.

- En el jazz se suelen utilizar matracas más pequeñas.

- En América Latina las matracas son comúnmente utilizadas por espectadores en eventos deportivos, notablemente en el fútbol.

Las matracas han sido utilizadas por grandes compositores de la música en ciertas obras musicales, como por ejemplo en "La victoria de Wellington" de Ludwig van Beethoven, en la "Sinfonía de los Juguetes" de Edmund Angerer (aunque en un principio se había atribuido la autoría de la obra a Leopold Mozart y a Joseph Haydn), en "El Niño y los Sortilegios" de Maurice Ravel, o en "Don Quijote", de Richard Strauss.

## Otros usos tradicionales en diversos lugares de España y fabricación de carracas
En un intento de recopilación de tradiciones populares sorianas Ángel Almazán en su web comparte información sobre costumbres en la que se utilizan carracas como en los llamados OFICIOS DE TINIEBLAS, que tenían lugar durante la Semana Santa, el uso de las carracas en el mismo tenía un carácter jocoso, irreverente y desenfadado.
Mientras se cantaba el Miserere, en latín, un monaguillo iba apagando las velas colocadas cerca del altar en un tenebrario de forma triangular y al apagar la última el interior de la iglesia quedaba a oscuras, momento en el que comenzaba un verdadero estruendo armando todo el ruido posible con carracas, matracas, palos, pataleando los bancos etc.
Aprovechando esta oscuridad y de ruido los chicos y los mozos clavaban las faldas o enaguas de las mujeres en los suelos de madera o en los bancos, provocando después el consiguiente jolgorio cuando volvía la luz.
Se hacía en Semana Santa en varios pueblos sorianos como Cubo de la Solana, Peñalba de San Esteban, Velilla de San Esteban, del Marqués, Romanillos de Medinaceli, Cidones, Los Rábanos, Tardelcuende; Castillejo de Robledo, Suellacabras y Villanueva de Gormaz.
En diversos pueblos de León también se practicaban durante los Oficios de Tinieblas ( las TINIEBLAS) como por ejemplo en Benavente y Mansilla de las Mulas.
En La Rioja, en Viniegra de Abajo San Vicente de la Sonsierra, Cirueña, Arnedo, Cornago Larriba, Azofra, El Villar de Arnedo y otras muchas localidades los niños sacuden carracas (también llamadas en La Rioja carraclas, carranclas, ranuecos...) por las calles molestando a los vecinos durante la Semana Santa.
En San Román de Cameros, siguiendo la antiquísima tradición de la Iglesia Católica, las campanas enmudecen durante los días centrales de la Semana Santa, es decir desde el "Gloria" del Jueves Santo hasta el otro "Gloria" de la misa de Resurrección. Durante estos días las carracas se utilizan para llamar a los distintos actos religiosos de la Semana Santa con tres toques por el pueblo antes de cada uno de ellos: a los Oficios, a la Procesión, al Vía Crucis, etc. 
La fabricación de carracas y carracones continúa en la actualidad como instrumento típico en un pueblo de Guadalajara como es Zarzuela de Jadraque a cargo de Esteban Pérez Navas. Se hacen de madera de pino y el proceso es: recuadrarla con listones, hacer el vaciado para meter la lengüeta.